# Bohdanowo (sielsowiet Raków)
Bohdanowo (biał. Багданава; ros. Богданово) – wieś na Białorusi, w obwodzie mińskim, w rejonie wołożyńskim, w sielsowiecie Raków.

## Historia
W czasach zaborów wieś w gminie Zasław, w powiecie mińskim, w guberni mińskiej Imperium Rosyjskiego. W 1870 roku należała do dóbr Stary Raków, własność Druckich-Lubeckich.
W latach 1921–1945 wieś leżała w Polsce, w województwie wileńskim, w powiecie stołpeckim, a od 1927 w powiecie mołodeckim, w gminie Raków.
Według Powszechnego Spisu Ludności z 1921 roku zamieszkiwało tu 31 osób, wszystkie były wyznania prawosławnego i zadeklarowały białoruską przynależność narodową. Było tu 6 budynków mieszkalnych. W 1931 w 7 domach zamieszkiwały 32 osoby.
Wierni należeli do parafii rzymskokatolickiej w Krzywiczach. Miejscowość podlegała pod Sąd Grodzki w Rakowie i Okręgowy w Wilnie; właściwy urząd pocztowy mieścił się w Rakowie.
W wyniku napaści ZSRR na Polskę we wrześniu 1939 miejscowość znalazła się pod okupacją sowiecką. 2 listopada została włączona do Białoruskiej SRR. Od czerwca 1941 roku pod okupacją niemiecką. W 1944 miejscowość została ponownie zajęta przez wojska sowieckie i włączona do Białoruskiej SRR.

Od 1991 w składzie niepodległej Białorusi.
Do 28 maja 2013 r. wieś w sielsowiecie Zalesie.